# Thomas William Lawson

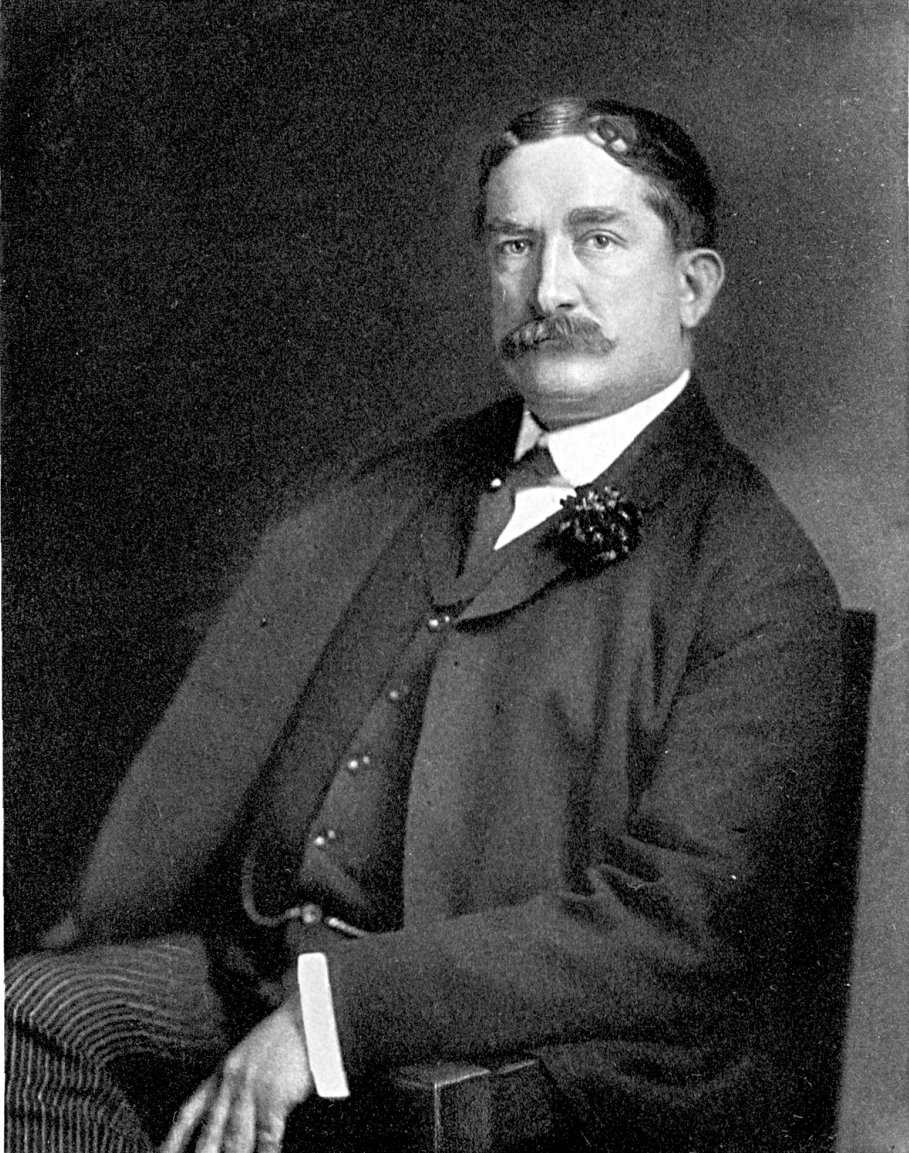
Thomas W. Lawson

Thomas William Lawson (* 26. Februar 1857 in Charlestown (Mass.); † 8. Februar 1925 in Boston) war ein US-amerikanischer Börsenmakler, Millionär und Buchautor.

## Leben
Thomas W. Lawson war der Sohn von Thomas Lawson, einem Zimmermann, und Anna Maria Lawson geb. Loring, beide aus Neuschottland stammend. Er verlor seinen Vater im Alter von acht Jahren. Mit zwölf Jahren verließ er das elterliche Haus und brach die Schule ab, um nicht länger eine Last für seine Mutter zu sein. Er fand eine Büroanstellung bei einem Bostoner Börsenmakler nahe seinem späteren eigenen Bürohaus. Bereits mit 17 Jahren machte er seine ersten Gewinne und Verluste an der Bostoner Börse. Mit 21 heiratete er seine Jugendliebe Jeannie Augusta Goodwillie und eröffnete wenig später sein eigenes Maklerbüro. Mit 30 Jahren hatte er seine erste Dollarmillion erworben, mit 43 Jahren besaß er 50 Millionen US-Dollar. Er erbaute nahe Boston auf einem ansehnlichen Grundstück sein Heim „Dreamworld“. 1901 wurde er für mehrere Jahre der Präsident der Boston Bay State Gas Company. Im selben Jahr versuchte er, mit einer eigens erbauten Yacht Independence (Unabhängigkeit) am America’s Cup gegen den schottischen Teemagnaten Sir Thomas Lipton anzutreten, aber der verantwortliche New Yorker Jachtclub sperrte sein Boot, was jahrelang für Spannung zwischen ihm und reichen Mitgliedern des Clubs sorgte. 1902 lief der nach ihm benannte weltgrößte Schoner Thomas W. Lawson vom Stapel. Thomas W. Lawson hatte zu seiner Zeit eine der steilsten Karrieren in seiner Branche und galt als Glückspilz in Sachen Finanzen. Sein Hauptgewicht lag im Handel mit Aktien von Energieträgern und Kupferwerten. Jahrelang war er mit der Standard Oil Co. verbunden, die seine Maklerfähigkeiten zu schätzen wusste.
In den letzten 15 Jahren seines Lebens verließ ihn zunehmend das Glück auf Erfolg. Er starb 1925 als, für seine Verhältnisse, armer Mann.

## Werke
Seine Bücher erschienen zu Teil zuerst im Everybody's Magazine, (1904–1908), in denen er das Verhalten der „Geldkönige“ anprangerte. Besonders sein Buch Frenzied Finance kritisierte die Zustände im amerikanischen Finanz- und Börsenwesen und brachte ihm viele Gegner ein. In seinem Buch The Remedy beschrieb er mögliche „Abhilfen“ für die Missstände an der Börse, die jedoch keinen Widerhall fanden. Seine Enttäuschung über die Wirkung seiner Werke auf die Meinung der Leser ließ ihn zum Börsenmarkt zurückkehren.
- The Lawson History of the America’s Cup. 1902; dt. "Die Lawson-Geschichte des America’s Cup"
- Frenzied Finance. 1905; dt. "Finanzwahnsinn"
- Friday, the Thirteenth. 1907; dt. "Freitag, der dreizehnte; s. auch Freitag der 13."
- The Remedy. 1912; dt. "Das Hilfsmittel oder Die Abhilfe"
- The High Cost of Living. 1913; dt. "Die hohen Kosten der Lebenshaltung"
- The Leak. 1919; dt. "Das Leck"